# RER A
RER A (officieel Ligne A du RER d'Île-de-France) is een van de vijf lijnen die onderdeel zijn van het Réseau express régional (RER), een Frans treinnet dat de voorsteden met het centrum van Parijs verbindt. De lijn trekt per dag meer dan 1 miljoen reizigers en is daarmee de drukste spoorlijn van Europa.
RER A werd in 1977 geopend en de laatste verlenging vond plaats in 1994: toen werd een traject van 2,5 km geopend ten noordwesten van Parijs.
De lijn rijdt ten westen van Parijs naar station Saint-Germain-en-Laye (A1), station Cergy-le-Haut (A3) en station Poissy (A5). Ten oosten van de stad rijdt de lijn richting station Boissy-Saint-Léger (A2) en station Marne-la-Vallée - Chessy (A4). Totale lengte van het gehele traject van RER A is 108 kilometer en het telt 46 stations. Per jaar reizen er zo'n 272.800.000 passagiers met de lijn.

## Geschiedenis en jaartallen
- 14 december 1969 : Het vervoersbedrijf koopt het traject dat onderdeel is van de SNCF. De lijn verbindt Bastille met Boissy-Saint-Léger. Er ontstond een 2,5 km lange tunnel tussen Nation en Vincennes. Bastille werd het westelijke eindstation van het traject.
- 21 februari 1970 : Vervoersbedrijf RATP koopt het traject St. Lazare-St. Germain. Er werd een tunnel tussen Place de l'Étoile (Arc de Triomphe) en La Défense gebouwd.St. Lazare werd het eindpunt van het traject en er ontstond een shuttledienst tussen Étoile en La Défense.
- 23 november 1971: De shuttledienst werd verlengd naar het ondergrondse station Auber.
- 1 oktober 1972: De shuttledienst werd verlengd naar de wijk Nanterre en werd aangesloten op de lijn naar St. Germain. Zo ontstond er een 19 km lange lijn.
- oktober 1973: Station Nanterre-Préfecture geopend tussen La Défense en Nanterre Université
- 9 december 1977: De lijn St. Gemain-Auber werd aangesloten op het traject naar Boissy-Saint-Léger. Er ontstonden twee nieuwe stations onder de naam Châtelet-les-Halles en Gare de Lyon. Ook werd er een nieuwe tak aan het oosten toegevoegd naar Noisy-le-Grand.
- 29 mei 1988: Er ontstond een nieuwe tak naar Cergy-St. Christophe. Het traject Cergy-Torcy ontstond. Torcy ontstond na een verlenging van Noisy-le-Grand naar Torcy.
- Mei 1990: Vanaf station Maisons-Laffitte ontstond er een nieuwe tak richting Poissy.
- 1 april 1993: De tak in Marne-la-Vallee (Noisy-le-Grand en Torcy) werd verlengd van het eindpunt Torcy naar Marne-la-Vallee - Chessy. Het nieuwe station stond in verbinding met Disneyland Parijs.
- 29 augustus 1994: De tak naar Cergy-St. Christophe werd verlengd naar Cergy-le-Haut. Tussen Cergy-Préfecture en Conflans-Fin d'Oise werd Neuville-Université geopend
- 10 juni 2001: Een nieuw station Val d'Europe wordt geopend. Het station ligt tussen Marne-la-Vallee - Chessy en Bussy-Saint-Georges.

## Bestemmingsnamen
De RER heeft geen bord met het bestemmingsstation. De bestemming staat aangegeven in een code.
De eerste letter van de code geeft aan in welke richting de trein voert:
- B : La Défense - Grande Arche
- D : Noisy-le-Grand - Mont d'Est
- N : Boissy-St-Léger
- O : Torcy
- Q : Marne-la-Vallée - Chessy
- R : La Varenne-Chennevières
- T : Poissy
- U : Cergy-le-Haut
- X : Le Vésinet - Le Pecq
- Y : Rueil-Malmaison
- Z : Saint-Germain-en-Laye

## Het te grote succes

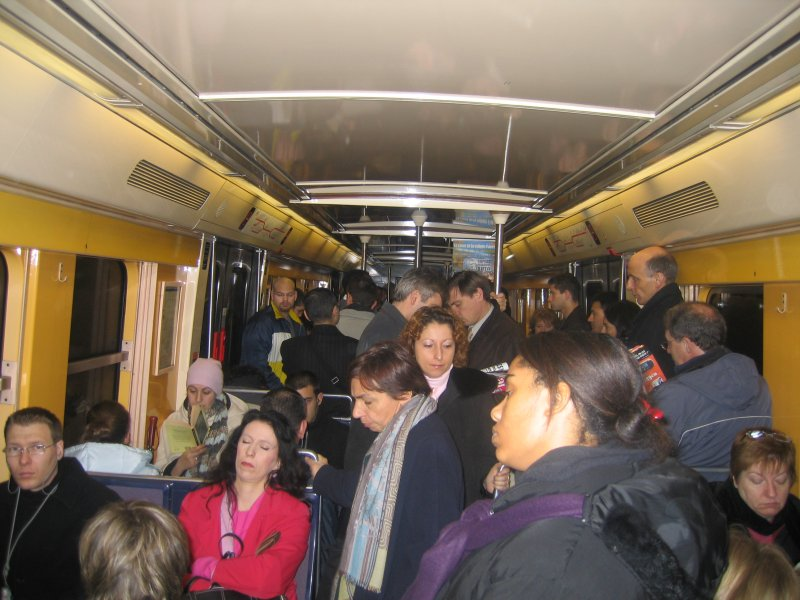
In een MI 84-trein in de spits

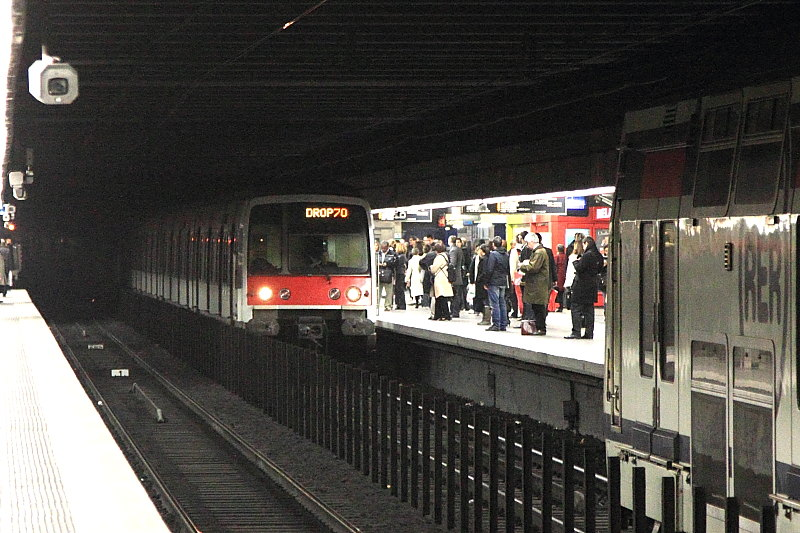
Twee treinen vlak achter elkaar op het station Auber; dankzij het SACEM-systeem is dit mogelijk.

Lijn A is een groot succes gebleken sinds de opening en, met meer dan een miljoen reizigers per werkdag wordt de lijn vaak als drukste OV-lijn ter wereld gekroond, hoewel dit zeker niet waar is (zo heeft bijvoorbeeld de Yamanote-lijn in Tokio meer dan 3 miljoen reizigers per dag). De steeds grotere vervoersvraag en het voorkomen van het te vol raken van de lijn is al sinds de volledige opening een groot punt op de vervoersplanning van de RATP en de SNCF. Er zijn ten minste vijf grote investeringen gedaan die direct kunnen worden teruggerekend naar deze kwestie:
- In de vroege jaren 80 tekende de RATP een contract met Siemens om een nieuw type beveiligingssysteem met "moving-block"-technologie te creëren. Dit systeem, SACEM (Système d'aide à la conduite, à l'exploitation et à la maintenance) genaamd, blijft vandaag de dag nog steeds een van de meest geavanceerde spoorbeveiligingssystemen ter wereld en maakt het mogelijk om zeer korte opvolgtijden (onder de 90 seconden in de stations, minder dan 2 minuten in tunnels) tussen treinen in de spits te geven. (Parijzenaars zijn gewend geraakt aan het gezicht dat een trein het station binnenrijdt vlak nadat (vaak onder de 15 seconden) de vorige trein wegreed.)
- Rond dezelfde tijd schafte de RATP de treinen MI 84 aan, welke een grotere capaciteit bieden omdat de toenmalige treinen MS 61 te weinig capaciteit boden vanwege veelvuldig gebruik van de lijn.
- Later in de jaren 80 was het verlossen van het centrale gedeelte van de RER A de belangrijkste reden tot aanleg van metrolijn 14, ook bekend als METEOR (METro Est Ouest Rapide)
- Begin jaren 90 was dezelfde reden oorzaak tot het aanleggen van de RER E, en is om de druk op de RER A te verlagen de reden om de RER E te verlengen naar het westen.
- Een compleet nieuw type dubbeldekkertrein (MI 2N Altéo) ging in 1998 in dienst, als laatste redmiddel: de RATP dacht dat er geen hoger aantal reizigers vervoerd kon worden over de centrale sectie van de RER A zonder het spoor te verdubbelen, iets wat miljarden zou kosten.

Een oplossing welke nooit is uitgevoerd is het verplaatsen van de banken naar het raam, waardoor er wel 10% minder zitplaats is, maar er wel 30% meer staplaats is.

## Afbeeldingen

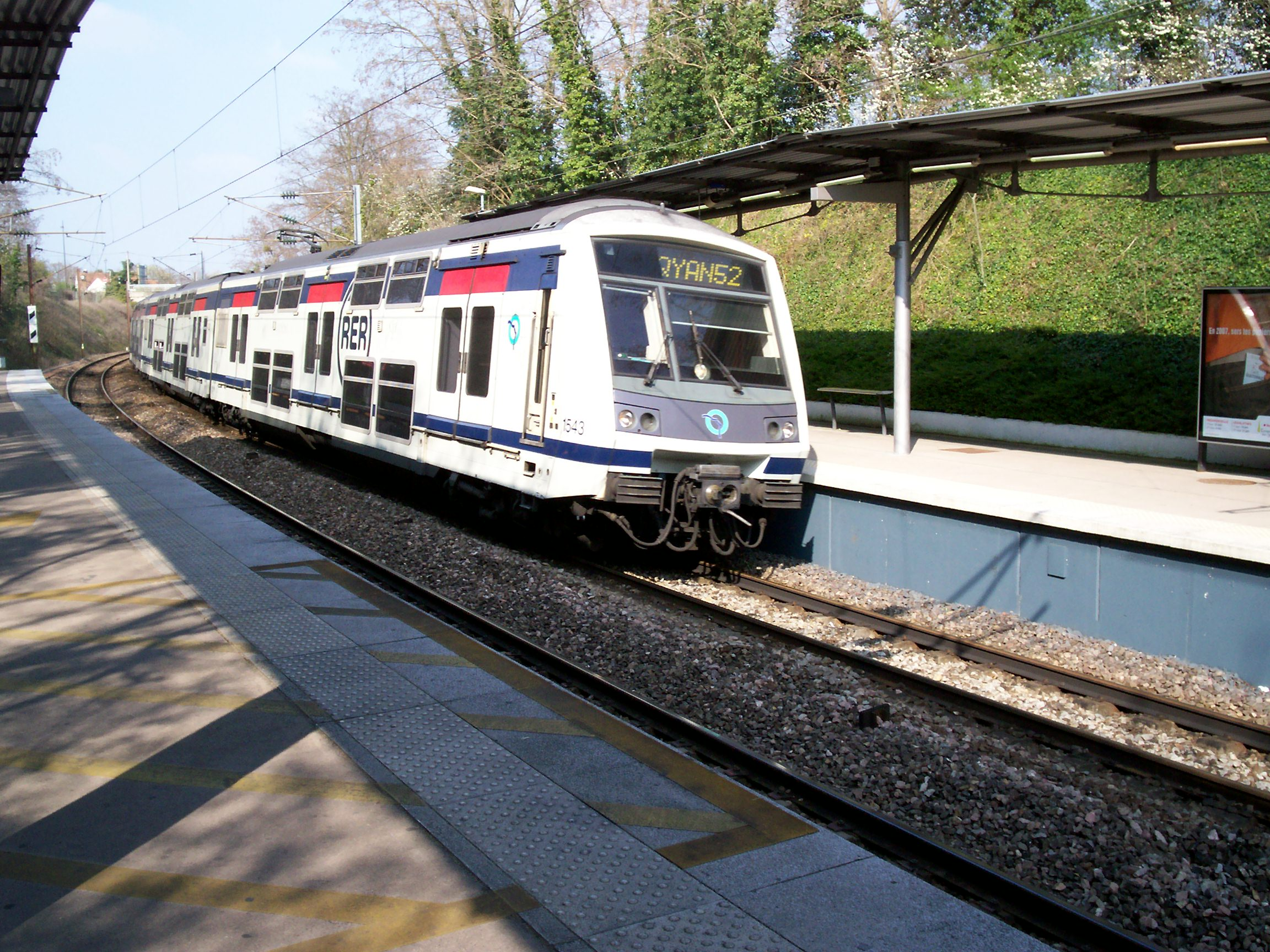
Station Neuville-Université
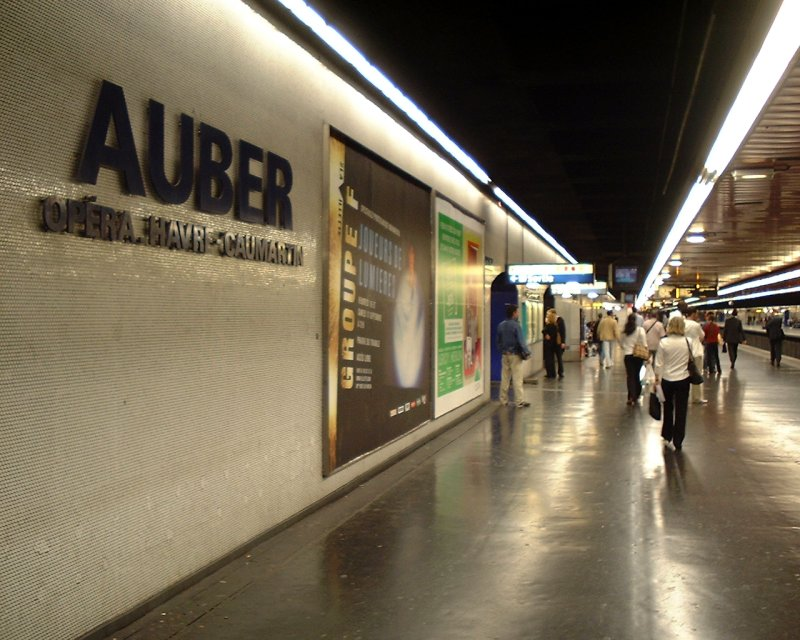
Station Auber
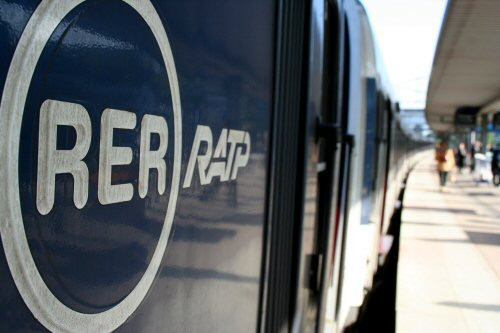
RER A-trein
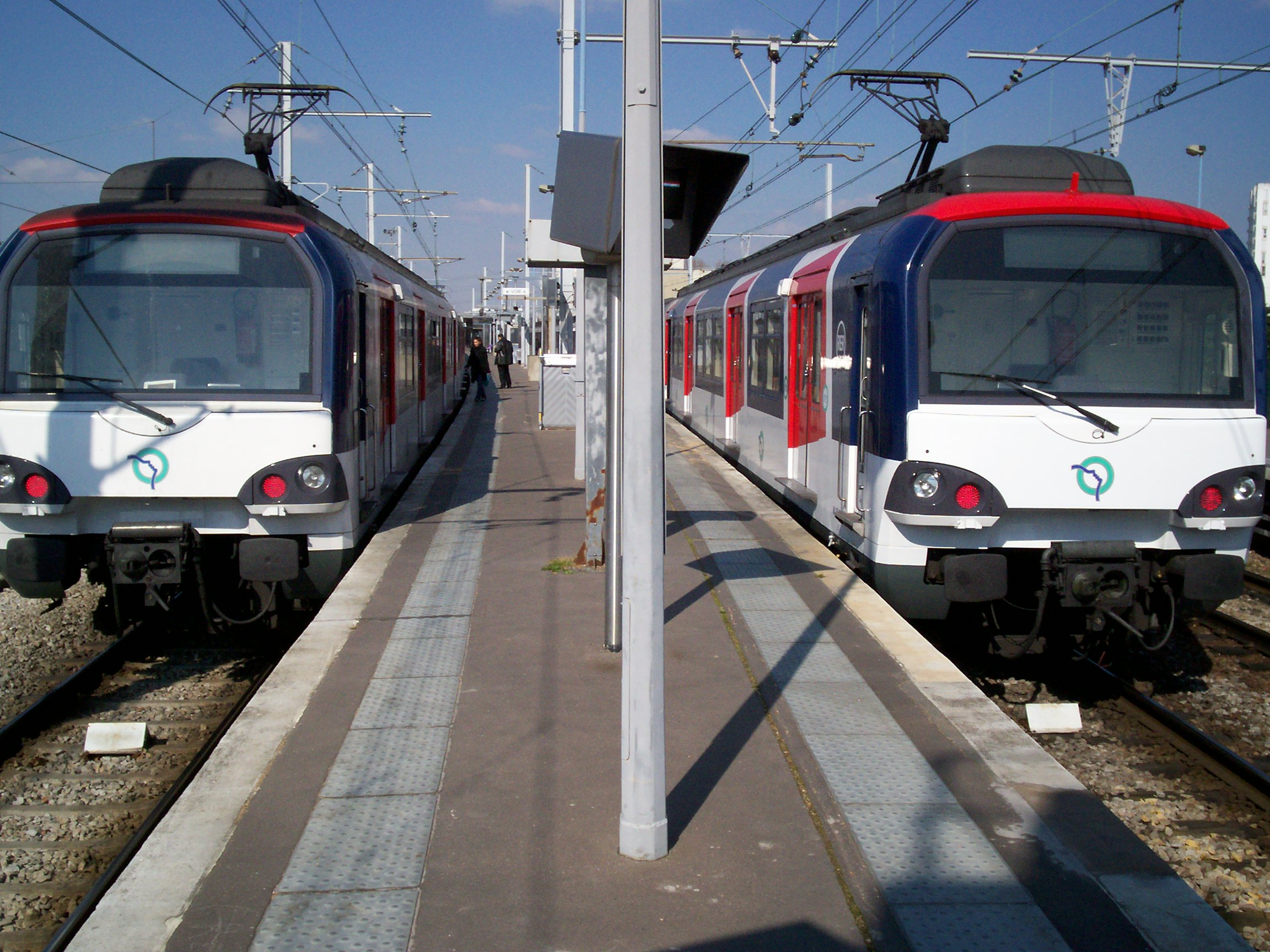
Gerenoveerde treinen op Boissy-Saint-Léger